# Dactylispa koreanus
Dactylispa koreanus es una especie de insecto coleóptero de la familia Chrysomelidae.
Fue descrita científicamente en 1985 por An, Kwon & Lee.